# Округ Бент (Колорадо)
Бент (енгл. Bent County) је округ у америчкој савезној држави Колорадо. По попису из 2010. године број становника је 6.499. Седиште округа је град Лас Анимас.

## Демографија
Према попису становништва из 2010. у округу је живело 6.499 становника, што је 501 (8,4%) становника више него 2000. године.
| Група             | 2000.         | 2010.         |
| Белци             | 3.794 (63,3%) | 3.832 (59,0%) |
| Афроамериканци    | 219 (3,7%)    | 496 (7,6%)    |
| Азијати           | 34 (0,6%)     | 62 (1,0%)     |
| Хиспаноамериканци | 1.814 (30,2%) | 1.985 (30,5%) |
| Укупно            | 5.998         | 6.499         |